# Космос-2016
Космос-2016 је један од преко 2400 совјетских вјештачких сателита лансираних у оквиру програма Космос.
Космос-2016 је лансиран са космодрома Плесецк, СССР, 4. априла 1989. Ракета-носач Космос је поставила сателит у орбиту око планете Земље. Маса сателита при лансирању је износила 825 килограма. Космос-2016 је био војни навигациони сателит.